# Ralph B. Hitz
Ralph Benjamin Hitz (* 25. Februar 1964 in Indianapolis, Indiana) ist ein US-amerikanischer Wirbeltierpaläontologe. Sein Forschungsschwerpunkt gilt den südamerikanischen Huftieren.

## Leben
Hitz schrieb sich 1982 am Colorado College in Colorado Springs ein, wo er 1987 den Bachelor of Arts in Geologie erwarb. Von 1990 bis 1996 war er Lehrassistent an der Abteilung für Geowissenschaften an der University of California, Santa Barbara. 1995 war er zudem Lehrassistent für Umweltstudien an derselben Institution. Von 1991 bis 1996 hatte er dort ein Stipendium für Hochschulabsolventen und von 1995 bis 1996 ein Wendall-Woodring-Stipendium für Geowissenschaften. 1993 erhielt er eine Doktorandenförderung von Sigma Xi für Studien über die Systematik der Familie Interatheriidae aus Salla, Bolivien. 1994 erhielt er einen Studienzuschuss für die Untersuchung der Sammlung südamerikanischer Huftiere im American Museum of Natural History. Von 1996 bis 1997 war er Lehrbeauftragter am Allan Hancock College, Santa Maria, Kalifornien. 1997 wurde er mit der Dissertation Contributions to South American Mammalian Paleontology: New Interatheres (Notoungulata) from Chile and Bolivia, Typothere (Notoungulata) Phylogeny, and Paleosols from the Late Oligocene Salla Beds unter der Leitung von André R. Wyss, Bruce Tiffney und James Kennett zum Ph.D. in Wirbeltierpaläontologie und Systematik promoviert. Im selben Jahr wurde er Dozent für Erwachsenenbildung im Santa Barbara Community College District sowie Professor am Tacoma Community College in Tacoma, Washington. Von 1998 bis 2001 war er Geologe beim Unternehmen Creative Environmental Technologies in Tacoma, wo er auf Umweltgeologie und Umweltsanierungsmanagement spezialisiert war.
Hitz unterrichtet ein umfangreiches Spektrum an geowissenschaftlichen Lehrgängen, hauptsächlich auf einführendem Niveau. Zu seinen Fächern zählen Geologie, Paläontologie, Physische Geographie, Geographische Informationssysteme sowie Meereskunde.
Im Bereich der Forschung konzentriert sich Hitz auf fossile Säugetiere Südamerikas, insbesondere auf die Familie Interatheriidae aus der Ordnung Notoungulata, sowie auf die Problematik der Verschmutzung durch Mikroplastik in marinen Ökosystemen.

## Erstbeschreibungen unter der Beteiligung von Ralph B. Hitz
- Proargyrohyrax Flynn, Hitz, Reguero & Wyss, 2000
- Santiagorothia Hitz, Reguero, Wyss & Flynn, 2000
- Ignigena Hitz, Flynn & Wyss, 2006
- Johnbell Hitz, Flynn & Wyss, 2006
- Brucemacfaddenia Hitz, Billet & Derryberry, 2008
- Federicoanaya Hitz, Billet & Derryberry, 2008